# Jerzy Owsiak
Jerzy Zbigniew Owsiak, znany także jako Jurek Owsiak (ur. 6 października 1953 w Gdańsku) – polski dziennikarz radiowy oraz działacz charytatywny i społeczny.
Współpracował z największymi rozgłośniami i telewizjami w kraju. W latach 90. założył fundację Wielka Orkiestra Świątecznej Pomocy (WOŚP) i został jej prezesem. Jest pomysłodawcą i organizatorem corocznego Finału WOŚP oraz Przystanku Woodstock, przemianowanego następnie na Pol’and’Rock Festival. Za swoją działalność otrzymał ponad 30 wyróżnień, w tym odznaczenia państwowe, honorowe obywatelstwa i honorowy doktorat.

## Życiorys

### Pochodzenie i młodość
Wychował się w rodzinie milicjanta i księgowej, dziadek ze strony ojca walczył w wojnie polsko-bolszewickiej, a babcia w oddziałach gen. Józefa Hallera. Ojciec został później pułkownikiem i pracował w Komendzie Głównej Milicji Obywatelskiej.
W wieku ośmiu lat przeprowadził się z rodzicami z Gdańska do Warszawy, gdzie skończył liceum ekonomiczne, a następnie próbował dostać się na warszawską Akademię Sztuk Pięknych oraz na psychologię. W latach 70. wyjeżdżał w celach zarobkowych za granicę – pracował jako obsługa hotelu w Berlinie Zachodnim oraz jako sortowacz w fabryce tulipanów i sprzątacz w pensjonacie w Holandii. W młodości należał do grupy mazowieckich hippisów.

### Dziennikarstwo i organizatorstwo

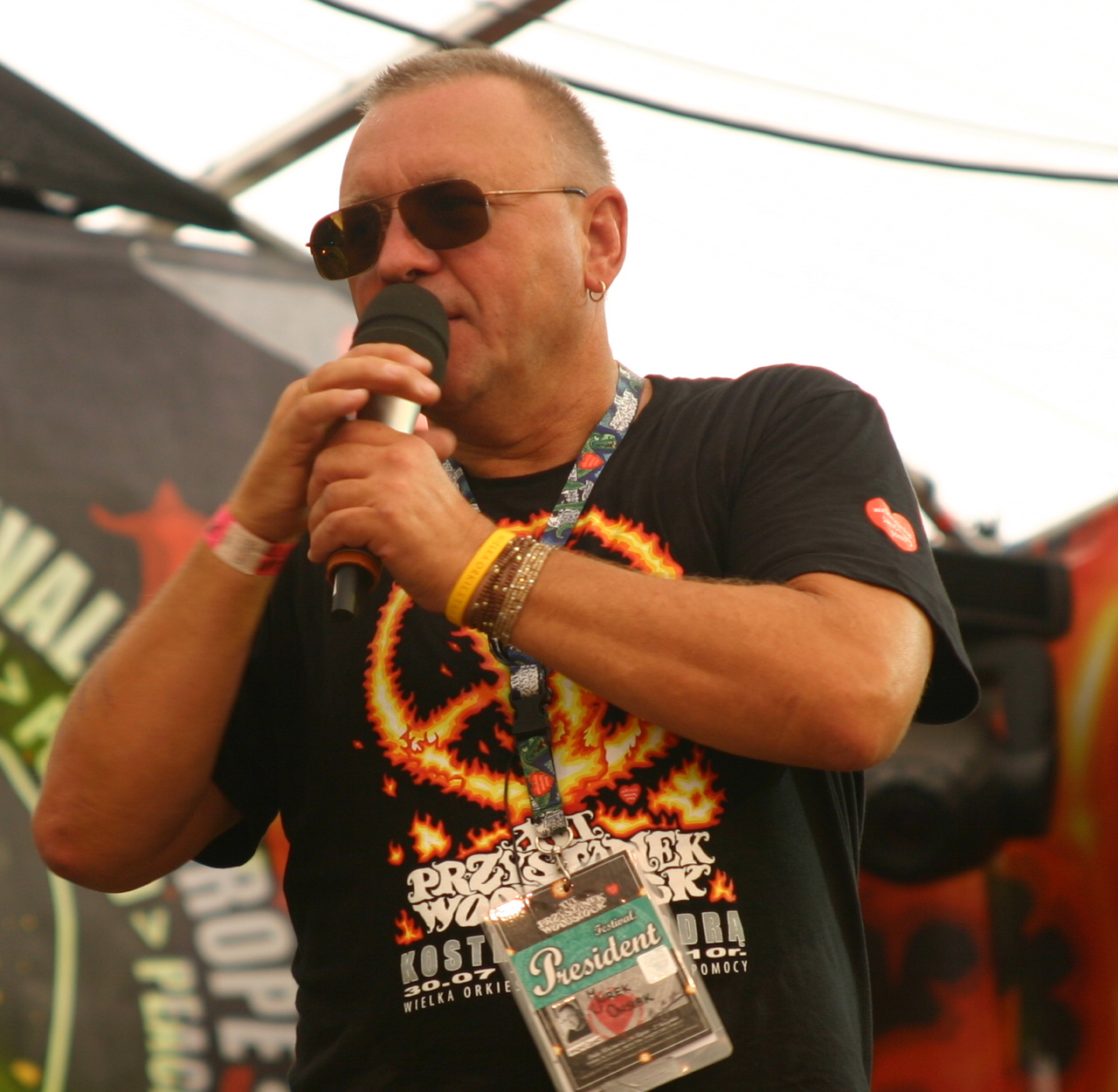
Jurek Owsiak (2010)

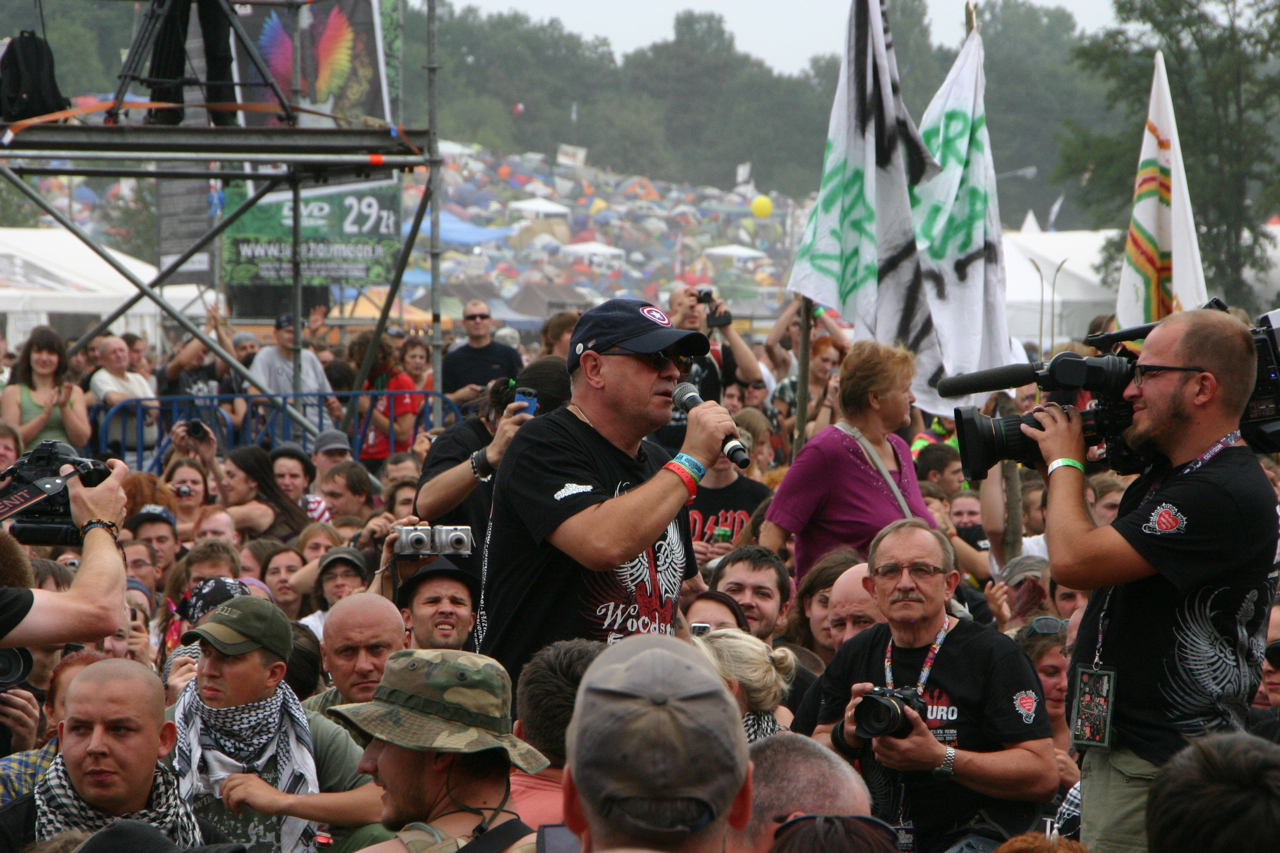
Jurek Owsiak wśród uczestników Przystanku Woodstock w 2011

Dzięki znajomości z Wojciechem Waglewskim zaistniał w środowisku muzycznym. Z założonym przez siebie Towarzystwem Przyjaciół Chińskich Ręczników od 1988 pojawiał się na koncertach Voo Voo oraz zaczął prowadzić w Rozgłośni Harcerskiej autorską audycję. Współpracował też z tygodnikiem „Na Przełaj”. Pod koniec lat 80. i w latach 90. zajmował się organizacją imprez rockowych. Zorganizował serię koncertów-maratonów muzycznych, których wspólną cechą była jego charakterystyczna „jąkająca się” konferansjerka oraz udział czołówki polskich zespołów punkowych owych czasów. Zorganizował koncerty: „Letnia zadyma w środku zimy” (1989, 1991), „Zadyma na Torwarze” (1989), „50 Rock’n’rolli na I Maja” (1992) i „Warsaw – Berlin 2 Step” (1993). Równocześnie, w latach 1991 i 1992 razem z Walterem Chełstowskim kierował Festiwalem w Jarocinie.
Po zakończeniu współpracy z Rozgłośnią Harcerską w 1991 zaczął współtworzyć copiątkową audycję radiowej Trójki Brum, której nazwę w 1994 zmienił na Się kręci. W 1991 Maciej Domański, ówczesny dyrektor programowy TVP2, zaproponował mu stworzenie własnego programu telewizyjnego. Od grudnia 1991 zaczął przygotowywać dla Dwójki program Róbta, co chceta, czyli rockandrollowa jazda bez trzymanki. Program zszedł z anteny po 128 odcinkach. Latem 1994 zaczął prowadzić kolejny autorski program Dziura w koszu, dzięki któremu promował aktywność sportową wśród młodzieży. W 1996 zaczął prowadzić coniedzielny program podróżniczy Kręcioła. W telewizji publicznej prowadził też coroczne Finały WOŚP oraz program Bezpieczne wakacje.
W 1995 zorganizował w Czymanowie pierwszy Przystanek Woodstock, który od tamtej pory odbywa się corocznie (od 2018 pod nazwą Pol’and’Rock Festival).
Jest współautorem wydanej w 1999 książki Orkiestra Klubu Pomocnych Serc, czyli monolog – wodospad Owsiaka, w której zawarty jest wywiad-rzeka prowadzony przez Bartłomieja Dobroczyńskiego. Także od 1999 prowadził audycję Programu I Polskiego Radia Kręcioła oraz spotkania ze słuchaczami w sobotnie przedpołudnia na antenie RMF FM.
Po odejściu z TVP w 2007 stworzył młodzieżowy kanał O.TV (Owsiak.TV), który od 6 października 2007 był dostępny na platformie cyfrowej „n”, a od października 2009 jako pasmo wieczorne ZigZap, kanału dostępnego na platformie Canal+. Także w 2007 powrócił do radia, a 4 lutego na antenie radia Wawa po raz pierwszy poprowadził Dźwiękoszczelny Magazyn Jurka Owsiaka, którzy następnie w latach 2008–2010 prowadził na antenie radia Eska Rock.
Od 8 marca 2011 prowadzi wideoblog internetowy owsiaknet.pl, w 2014 przemianowany na kręcioła.tv. W grudniu 2011 wydawnictwo Świat Książki opublikowało autobiograficzną książkę Owsiaka pt. Róbta co chceta, czyli z sercem jak na dłoni, opisującą historię powstania i działalności Fundacji Wielkiej Orkiestry Świątecznej Pomocy. Od 18 stycznia 2012 do 8 czerwca 2016 w Programie III Polskiego Radia prowadził audycję Się kręci. Często był gościem Popołudnia z Jedynką. W czerwcu 2016 zakończył pracę w Polskim Radiu. Od 4 lipca 2016 prowadzi audycję Zaraz będzie ciemno w Antyradiu.
Jest prezesem przedsiębiorstwa Złoty Melon Sp. z o.o., a także witrażystą i byłym psychoterapeutą. Jego pracownia w Warszawie wykonała witraże m.in. w kaplicy Matki Bożej Królowej Polski w Belwederze oraz we wnętrzach hotelu Rialto.

### Wielka Orkiestra Świątecznej Pomocy
Pierwsza zbiórka pieniężna, w której uczestniczył Owsiak, została zorganizowana spontanicznie po apelu kardiochirurgów z Centrum Zdrowia Dziecka o wsparcie finansowe zakupu sprzętu medycznego dla umierających dzieci. W 1992 Owsiak zaprosił lekarzy do swojej audycji Brum w Programie III Polskiego Radia oraz przypominał słuchaczom o możliwości wpłacania pieniędzy na podane konto. Akcja ta była kontynuowana również w czasie Festiwalu w Jarocinie. 3 stycznia 1993 odbyła się zbiórka pieniędzy, nazwana później „pierwszym Finałem”. Pozytywny odzew społeczny i wartość zgromadzonych środków zdecydowały o nadaniu tym działaniom formy prawnej. W marcu 1993 z inicjatywy Owsiaka i Waltera Chełstowskiego powstała Fundacja WOŚP, od tego czasu „Finał Wielkiej Orkiestry Świątecznej Pomocy” odbywa się co roku, a Owsiak pełni rolę głównego organizatora. Do 2015 był konferansjerem programu telewizyjnego o tym samym tytule, nadawanego w TVP2.
14 stycznia 2019, po śmierci prezydenta Gdańska Pawła Adamowicza w zamachu na koncercie WOŚP Jerzy Owsiak podjął decyzję o rezygnacji z funkcji prezesa zarządu Fundacji WOŚP. Jako przyczynę swojego odejścia Owsiak podał rosnącą falę nienawiści skierowaną przeciwko jego osobie. 19 stycznia opublikował oświadczenie, iż w wyniku licznych publicznych próśb o dalsze kierowanie fundacją oraz w wyniku wystąpień duchownych i świeckich w trakcie pogrzebu prezydenta Pawła Adamowicza, podjął decyzję o powrocie na funkcję prezesa i o zintensyfikowaniu walki z aktami nienawiści.

## Życie prywatne
Żonaty z Lidią Niedźwiedzką-Owsiak, członkinią zarządu Fundacji WOŚP. Mają dwie córki: Aleksandrę (ur. 1979) i Ewę (ur. 1989).

## Krytyka

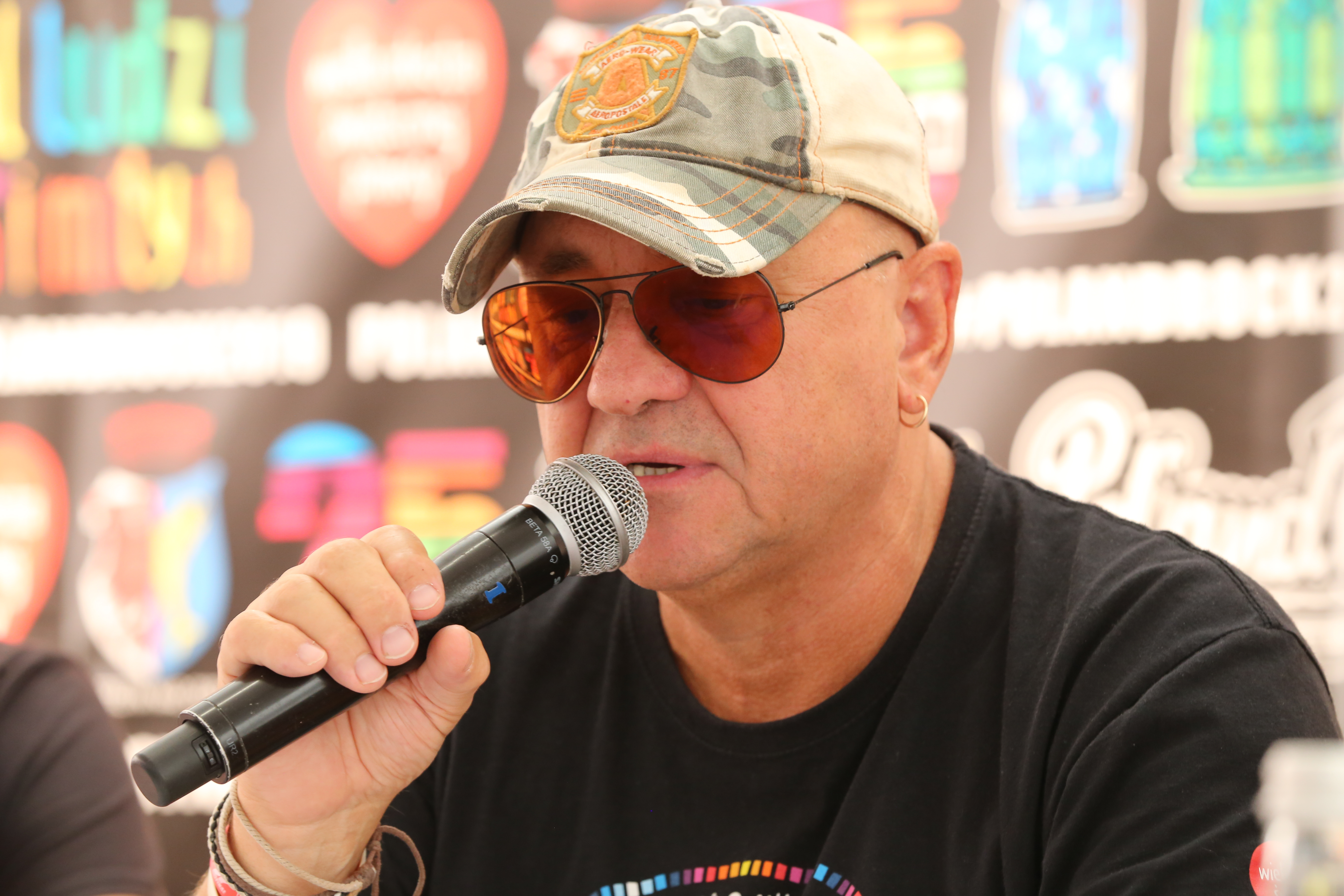
Jurek Owsiak na Pol’and’Rock Festiwal (2019)

Działalność Jerzego Owsiaka bywa krytykowana m.in. przez środowiska prawicowe i niektóre lewicowe. Krytykowany jest m.in. za:
- promowanie hasła „róbta, co chceta” (nazwa programu prowadzonego w telewizji przez Owsiaka), które interpretują jako nawoływanie do hedonistycznego stylu życia i relatywizmu moralnego[39];
- zgodę na działalność podczas Przystanku Woodstock niektórych związków religijnych, które zdaniem niektórych osób mają być zagrożeniem dla młodzieży, jak Międzynarodowe Towarzystwo Świadomości Kryszny[40];
- wypowiedź, że należy rozpocząć publiczną dyskusję o eutanazji[41][42], mimo że on sam nie jest jej zwolennikiem[42]. W jednym z wywiadów dla portalu dziennik.pl stwierdził, że jest ona „pomocą starszym w cierpieniach”[43];
- dyskryminujące traktowanie dziennikarzy nieprzychylnie nastawionych do WOŚP[44]. Przykładowo 8 stycznia 2015 WOŚP zorganizował konferencję prasową, z której siłowo wyprowadzono Michała Rachonia, ówczesnego dziennikarza Telewizji Republika[45][46]. Swoje zaniepokojenie tym wydarzeniem wyraziło środowisko dziennikarskie oraz Helsińska Fundacja Praw Człowieka[46], a swoją dezaprobatę – Stowarzyszenie Dziennikarzy Polskich[47].

## Sprawy sądowe
Jerzy Owsiak był kilkukrotnie pozwany, trzykrotnie skazany, a co najmniej raz sam złożył pozew:
- W 2003 został skazany wyrokiem sądu za zniszczenie prywatnych stoisk w Żarach[48].
- W 2017 pozwał blogera Piotra Wielguckiego o zniesławienie. Bloger miał zniesławić Owsiaka, publikując – pod pseudonimem Matka Kurka – artykuły na temat finansowania WOŚP oraz Złotego Melona, w których nazwał działacza m.in. „hieną cmentarną”[49]. Jerzy Owsiak proces w większej części przegrał. Sąd zgodził się tylko z argumentacją powoda odnośnie do znieważenia polegającego na nazwaniu powoda „hieną cmentarną” oraz „królem żebraków i łgarzy” jednakże sąd odstąpił od wymierzenia kary, gdyż powód odpowiedział zniewagą wzajemną. W pozostałym zakresie dotyczącym wątpliwości wokół wydatkowania pieniędzy przez WOŚP oraz powiązań ze spółką Złoty Melon sp. z o.o. i jednoosobową działalnością gospodarczą Mrówka Cała należącą do Lidii Niedźwieckiej-Owsiak (żony Jerzego Owsiaka) sąd stwierdził, że Piotr Wielgucki wykazał się należytą starannością dziennikarską zbierając materiały do spornych artykułów, a powód nie dostarczył ksiąg rachunkowych fundacji, którymi mógłby zaprzeczyć twierdzeniom zawartym w przytoczonych materiałach. W związku z tym w pozostałym zakresie Piotr Wielgucki został uniewinniony od zarzucanych mu czynów.[50]
- 7 marca 2017 Sąd Okręgowy w Legnicy wydał prawomocny wyrok, sygnatura akt IV Ka 52/17 i uznał Jerzego Owsiaka za winnego znieważenia oraz zniesławienia Piotra Wielguckiego poprzez sugerowanie, że ten jest „nierobem utrzymywanym przez żonę”. 12 czerwca 2019 Owsiak przegrał z Wielguckim proces cywilny w tej samej sprawie; Sąd Apelacyjny w Warszawie zobowiązał Owsiaka do zamieszczenia przeprosin na swoim videoblogu, sygn. akt I ACa 13/19.
- W 2018 został pozwany przez anonimowego internautę za wypowiadanie wulgarnych słów w miejscu publicznym, jednak postępowanie zostało umorzone[51].
- W 2019 został pozwany do sądu w Słubicach za wypowiadanie wulgarnych treści w kierunku polityków Prawa i Sprawiedliwości podczas Festiwalu Pol’and’Rock[52].
- 30 stycznia 2020 Sąd Okręgowy w Warszawie prawomocnie uznał Owsiaka za winnego znieważenia Krystyny Pawłowicz, do której życia prywatnego wulgarnie odnosił się podczas Przystanku Woodstock[53]. 6 sierpnia 2020 prawomocnie przegrał proces cywilny z posłanką, Sąd Apelacyjny w Warszawie zobowiązał pozwanego do zamieszczenia przeprosin w związku z naruszeniem dóbr osobistych powódki[54].

## Wyróżnienia

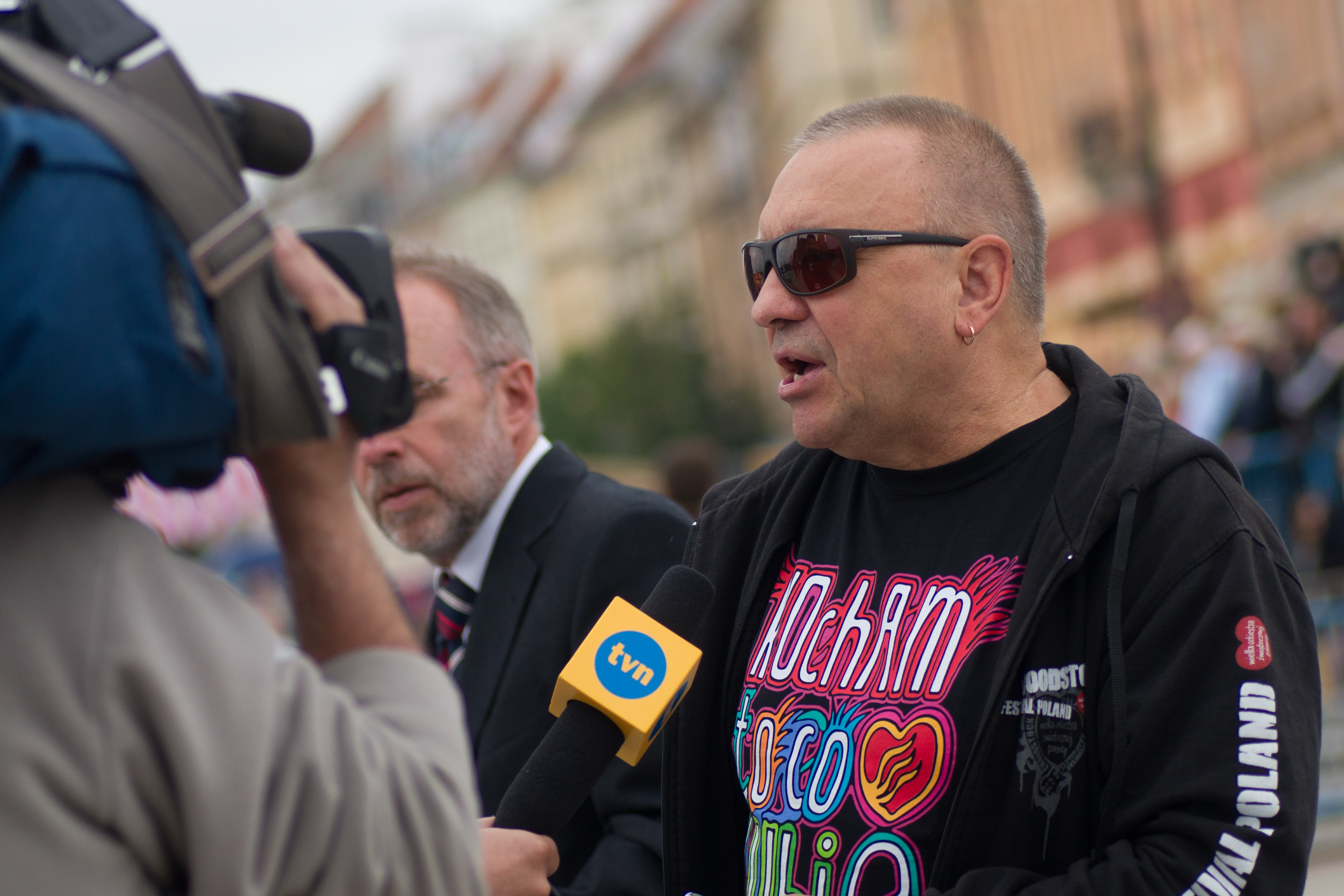
Owsiak podczas obchodów 25. rocznicy wyborów z 1989

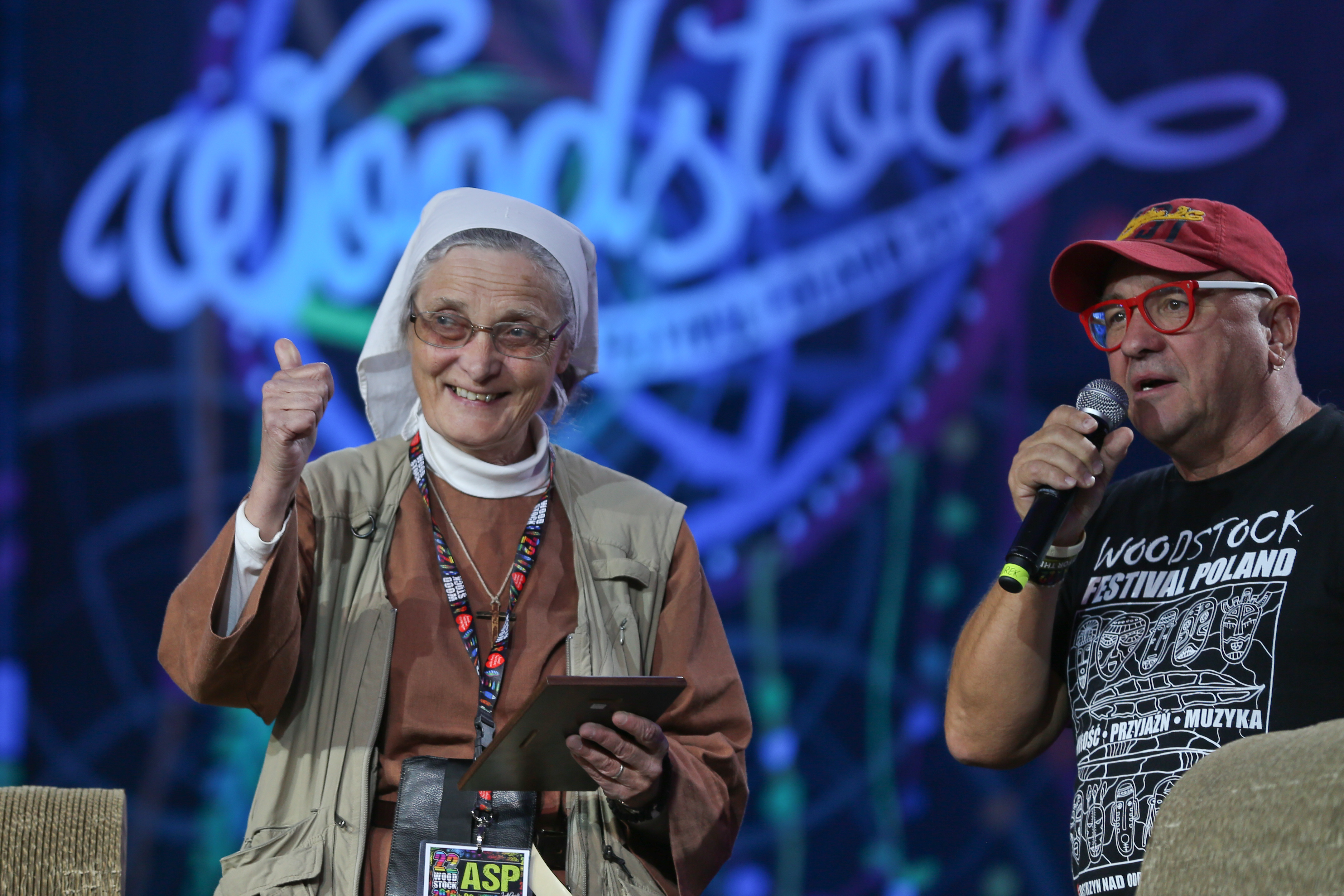
Jurek Owsiak i s. Małgorzata Chmielewska na Przystanku Woodstock w 2016 r. w namiocie (Akademia Sztuk Przepięknych)

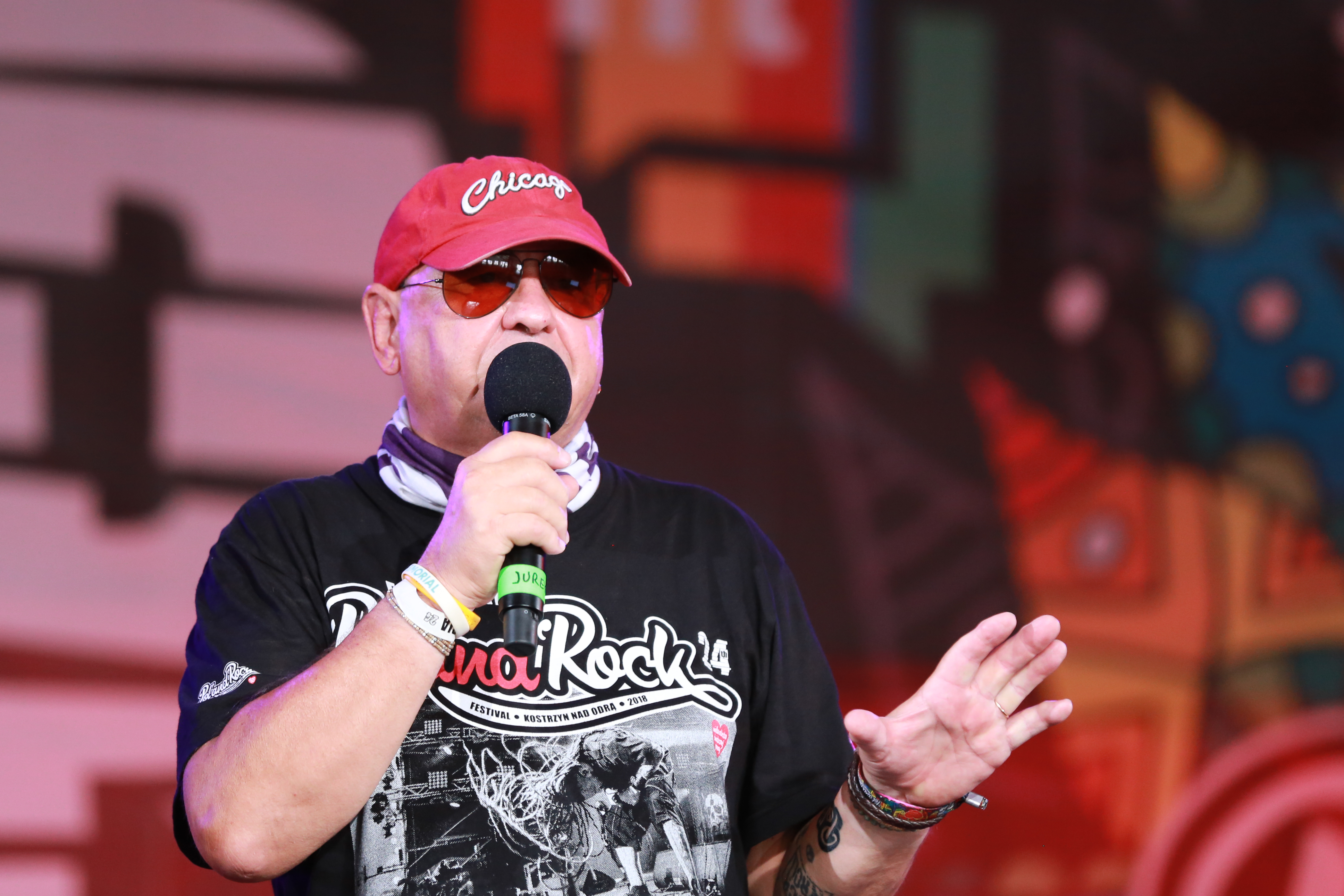
Jerzy Owsiak na Pol’and’Rock Festival w 2018 r.

### Odznaczenia państwowe i samorządowe
1. 1999: Krzyż Kawalerski Orderu Odrodzenia Polski[55]
2. 2006: Odznaka Honorowa „Za Zasługi dla Województwa Lubuskiego”[56]
3. 2009: Odznaka honorowa „Za Zasługi dla Ochrony Praw Człowieka”[57][58][59]
4. 2010: Odznaka Honorowa „Bene Merito”[60]
5. 2011: Krzyż Komandorski Orderu Odrodzenia Polski[61][62]
6. 2012: Srebrny Medal „Za Zasługi dla Policji”; wcześniej brązowy (data nieznana)[63][64][65]
7. 2018: Odznaka Honorowa za Zasługi dla Ochrony Praw Dziecka – INFANTIS DIGNITATIS DEFENSORI[66]

### Honorowe obywatelstwa
1. 2014: Tytuł Honorowego Obywatela miasta stołecznego Warszawy[67]
2. 2024: Tytuł Honorowego Obywatela miasta Gdańska[68]

### Inne zaszczyty
1. 1993: Srebrne Usta[69]
2. 1993: Order Uśmiechu, wręczony w 2018 roku[70][66]
3. Wiktor 1993, Wiktor 1994, Wiktor Publiczności 1999 oraz Superwiktor 2000
4. 1997: Medal świętego Jerzego – honorowa nagroda „Tygodnika Powszechnego”
5. 1998: Honorowa Odznaka GOPR „Za Zasługi dla Ratownictwa Górskiego”[71]
6. 2002: Kreator Kultury „Polityki”[72].
7. 2003: Order Ecce Homo[73]
8. 2003: Medal im. Wacława Szuberta od Polskiej Akademii Nauk[74]
9. 2006: Europejczyk Roku[75]
10. 2009: Perła Honorowa Polskiej Gospodarki w kategorii krzewienie wartości społecznych[76]
11. 2010: Złoty artKciuk, przyznany na Interdyscyplinarnym Festiwalu Sztuk Miasto Gwiazd w Żyrardowie za Festiwal Przystanek Woodstock[77].
12. 2011: Buzdygan – honorowa nagroda „Polski Zbrojnej”[78][79]
13. 2013: Tytuł doktora honoris causa Uniwersytetu Pedagogicznego im. Komisji Edukacji Narodowej w Krakowie[80][81]
14. 2013: Medal Szczytu Laureatów Pokojowej Nagrody Nobla[82]
15. 2014: Nagroda Mediów Niptel[83]
16. 2014: Nagroda im. Jerzmanowskich[84]
17. 2014: Nagroda Lewiatana[85].
18. 2014: Nagroda Zwierciadła[86].
19. 2014: Nagroda plebiscytu „Ludzie Wolności” Gazety Wyborczej z okazji 25. rocznicy wyborów w 1989 roku w kategorii Społeczeństwo[87]
20. 2014: Nagroda Za Odważne Myślenie przyznawana przez Zarząd Konfederacji Lewiatan i Fundację na Rzecz Myślenia im. Barbary Skargi[88]
21. 2015: Najlepszy promotor koncertowy na świecie plebiscytu International Music Industry Awards (MUSEXPO)[89]
22. 2017: Pamiątkowy Medal „Plus ratio quam vis” UJ[90]
23. 2018: Nagroda Polonicus[91]
24. 2018: Medal „Serce Ziemi”[92]
25. 2019: Nagroda im. księdza Józefa Tischnera (z Lidią Niedźwiedzką-Owsiak)[93]
26. 2019: Nagroda Radia Tok FM im. Anny Laszuk – nagroda specjalna[94]
27. 2020: Nagroda Specjalna i członkostwo honorowe ZAiKS-u[95]
28. 2021: Tytuł Ambasadora Zrównoważonego Rozwoju ONZ[96]
29. 2023: Medal Wolności Słowa (z Lidią Niedźwiedzką-Owsiak)[97]
30. 2024: Nagroda Polskiej Organizacji Turystycznej – Złote Logo Polska[98]

## Filmografia
- 1993: Bank nie z tej ziemi (jako on sam)
- 1996: Autoportret z kochanką (jako on sam, film obyczajowy, reżyseria: Radosław Piwowarski)
- 2000: Klan (jako on sam, odc. 286, serial)
- 2000: Dzieci Jarocina (film dokumentalny, reżyseria: Petro Aleksowski)
- 2003: Przystanek Woodstock – Najgłośniejszy Film Polski (film dokumentalny, reżyseria: Jerzy Owsiak)
- 2004: Sie macie ludzie (film dokumentalny, reżyseria: Krzysztof Magowski)
- 2008: Historia polskiego rocka (film dokumentalny, reżyseria: Leszek Gnoiński, Wojciech Słota)
- 2009: Beats of Freedom – Zew wolności (film dokumentalny, reżyseria: Leszek Gnoiński, Wojciech Słota)
- 2012: Drogi (film dokumentalny, reżyseria: Małgorzata Ruszkiewicz)[99][100]
- 2016: Jarocin. Po co wolność (film dokumentalny, reżyseria: Leszek Gnoiński, Marek Gajczak)[101]
- 2022: Johnny (jako on sam, film biograficzny, reżyseria: Daniel Jaroszek)[102]
- 2023: Fenomen (film dokumentalny, reżyseria: Małgorzata Kowalczyk)[103]